# Le retour du clan Hwasan
Le retour du clan Hwasan (titre d’origine : hangeul : 화산귀환) est un manhwa coréen adapté du light novel du même nom écrit par Biga. Il fut illustré par le studio LICO, en 2021. Il est publier chez Naver une plateforme de webtoon de coréen du sud,.
En Corée, l’œuvre a rencontré un grand succès : elle a reçu le prix du meilleur webtoon en 2022 du ministère de la Culture et du Tourisme.
C'est un webtoon qui se veut du genre Art martiaux, humour, action et fantastique.

## Résumé
Cheongmyeong, ancien maître de l’épée du clan Hwasan, trouve la mort lors d’une bataille décisive contre un groupe ennemi. Un siècle plus tard, il se réincarne dans le corps d’un jeune orphelin. À son réveil, il découvre que son clan, autrefois prestigieux, est désormais tombé dans l’oubli. Confronté à cette décadence, il entreprend de redonner au Hwasan sa gloire passée, en reprenant l’entraînement et en affrontant les tensions du monde des arts martiaux,.

## Accueil
Cette année, en combinant les recettes en ligne et physiques faites en Corée du Sud, Webtoon a enregistré les ventes les plus importantes de Naver Webtoon en Corée. En cumulant le webtoon et les ventes des tomes physiques, le webtoon a récolté 40 milliards de won.
Le web novel original a rassemblé plus de 700 millions de téléchargements depuis sa première publication.

## Fiche technique
- Titre original :  Hwasangwihwan / 화산귀환
- Origine :   Corée du Sud
- Date de sortie : 23 mars 2021[10]
- Type :  Manhwa
- Plateforme de diffusion:  Webtoon, Naver
- Genres :  Art Martiaux, Humour, Action, Fantastique
- Thèmes :  Murim- Apprentissage - Réincarnation - Combats - Art Martiaux- Chine- Magie[8]
- Scénariste : Biga
- Dessinateur :  studio LICO
- Éditeur VO :  Naver
- Éditeur VF :  Michel Lafon[11]
- Nb chapitres VO :  157 (En cours)
- Nb chapitres VF :  152 (En cours)
- Nombre de lecteur : 21,5 M (2025)

## Univers

### Principales organisations[10]
Clan du Hwasan (chapitre 1)
C'est un clan d'épéistes taoïstes, qui appartenait autrefois aux dix Grands Clans, il était considéré comme un des clans les plus puissants de son époque. Après la guerre contre l'armée de Cheonma, la majorité des membres du clan eurent perdre la vie, laissant les jeunes membres inexpérimentés diriger le clan.Le clan se situe dans les monts Hwasan dans le Shanxi, bien que dans le passé elle possédait beaucoup de patrimoine immobilier de la ville de Huayin construit au pied du mont Hwasan, elle a perdu la majorité de leur bien à la suite d'un vol du clan Jongnan après la guerre contre le culte démoniaque. Au début de l'oeuvre, le clan est considéré comme en ruine, sa reconstruction correspond à l'objectif principal de l'œuvre.
Clan Jongnan (chapitre 22)
Le clan Jongnan est un clan taoïste spécialisé dans l'art de l'épée situé à Shanxi. Le clan est membre des 10 grands clans, ils sont établis au Shanxi. Le clan Jongnan est en conflit avec le Clan Hwasan en raison de leur proximité et de leur jalousie envers les exploits du clan Hwasan. Bien que leur racine soit mêlée à celle du clan Hwasan, leur approche des arts martiaux est opposée, là où le clan Hwasan se concentre sur un style fluide avec beaucoup de variations, le style de Jongnan se concentre sur les fondamentaux sans fioriture. A la fin de la guerre, il porta secours aux clans Hwasan et en profita pour voler leur recueil de techniques. L'incorporation des techniques du mont Hwasan affaiblit leurs arts martiaux en raison de l'incompatibilité entre les deux styles de combat. Il ne cache pas leur intention de détruire le clan Hwasan ainsi que de prendre la tête des 10 grands clans. Leur chef de clan est Jong Rigok.
10 grands clans (chapitre 2)
Ce sont les 10 clans d'arts martiaux les plus forts dans l'éouvre, les 10 grands clans sont actuellement composés du clan Sorim, Mudang, Jeomchangn Gongdong, Cheongseong, Ahmi, Haenam, Gonryun et le clans Kaebang. Avant la guerre contre la secte démoniaque, le clan Hwasan faisait partie des 10 grands clans à la place du clan Haenam. À l'exception du clan Gonryun ( union des mendiants), les autres clans se distinguent par leurs capacités en arts martiaux. Le chef des 10 grands clans est le clan Sorim ( clan shaolin), il l'était déjà avant la grande guerre. L'objectif de Cheongmyeong est de mettre le clan Hwasan comme chef des 10 grands clans.
5  Grands famille (chapitre 123)
Il s'agit de 5 groupes construits autour d'une famille. Elles sont aussi puissantes que les 10 grands clans mais contrairement à ces derniers, leurs arts martiaux ne sont transmis que par l'héritage. Leur construction sociale dépend donc des liens familiaux et du sang. Les 5 grandes familles sont la famille Tang; la famille Hebei Peng; la famille Namgung; la famille Moyong et la famille Zhuge.
5 grands palais : (chapitre 118)
Ce sont des clans extérieurs situés aux extrémités du pays, ils ont la même force que les 10 grands clans, ils restent le plus souvent neutres dans les conflits malgré leur grande perte lors de la guerre avec le culte démoniaque. 3 des 5 palais ont failli être détruits par ce conflit. Seul le palais des glaces de la mer du nord fut épargné vu sa position géographique. Les 5 palais sont le palais du Potala (sud-ouest); Palais du sud du soleil (est); le palais de sang (nord-est); le palais des Bêtes de Nanman (sud-est) et palais des glaces de la mer du Nord (nord-ouest).
Culte Démoniaque (chapitre 1)
Spécialisé dans les arts démoniques, le culte démoniaque a lancé une guerre 100 avant le début, le seul membre connu est leur chef, le dieu démon Cheonma, cité dans l'œuvre comme le plus puissant artiste martial de son époque. Après la mort de Cheonma par Cheongmyeong, les troupes du culte démoniaque se vengeaient sur le clan du mont Hwasan, pillant les temples du clan avant d'être arrêtés par le clan Jongnan. Le webtoon ne parle pas de la survie du culte, toutefois plusieurs adeptes sont présents dans le récit.
Clan Wudang (chapitre 78)
Ils font partie des 10 grandes sectes.Wudang est un clan taoïste qui se spécialise dans le maniement de l'épée, leur art de l'épée leur a valu le titre de dirigeants du nord. Le style de combat des membres du clan est basés sur l'accumulation de ki à travers le temps pour créer des auras d'épée considérées comme incassables.Leur style de combat est donc très défensif, jouant sur une contre-attaque avec leur aura d'épée. Le coeur de leur art martial est donc la patience dans la défense et la brutalité dans les contre-attaques.Ils ont une légère rancune envers le clan hwasan en raison d'une défaite de leur ancien chef de clans. L'empereur de l'épée de Taiji contre Cheongmyeong avant la guerre contre le culte démoniaque. Leur chef de clan actuel est Heo Do, son ambition est de placer le clan Wudang au sommet des 10 clans.
Clan Gonryun ou union des mendiants (chapitre 33)
Membre des 10 grands clans, il se distingue des autres par leur art matériaux considéré comme faible. Leur force réside dans leurs capacités à collecter des informations à travers tout le pays. Bien que basé dans l'ouest du pays, il dispose de plusieurs bases dans toutes les grandes villes notamment a  Luoyang et Wuhan permettant la récolte des données.Les membres sont majoritairement des mendiants, dons des enfants qui les rejoignent très tôt afin de disposer de nourriture et d'un toit même si rudimentaire. Les principes du clan Gonryun sont la justice et l'altruisme, les membres s'entraident dans la misère et le clan est le premier à venir en aide à ses voisins malgré leurs faibles compétences en arts martiaux.La majorité de leur patrimoine leur vient de la vente d'informations et d'objets en tous genres. Bien qu'il soit considéré comme un clan, les membres appellent l'organisation l'Union des mendiants plutôt que le clan Gonryun. Au premier chapitre, Cheongmyeong se réincarne en un enfant membre du clan Gonryun qu'il quitte pour rejoindre le clan Hwasan.
Famille Tang (chapitre 123)
Située dans le Sichuan, la famille Tang est l'une des 5 grandes familles. Elle souffre de sa position géographique entourée de plusieurs clans et grandes familles.Ils sont connus pour leur maîtrise de la médecine, des poisons et du maniement des armes cachées. Toutefois, les arts mariaux de la famille Tang semblent bloqués par l'art du poison trop limité par rapport à l'art des armes cachées.Au début de l'ouvre, la famille Tang est dirigée par le chef de famille et le conseil des aînés. Toutefois, après le passage de Cheongmyeong, le conseil des aînés perd son influence sur la gestion de la famille, laissant Tang Gunak, l'actuel chef de famille, seul aux pouvoirs. Il forme une alliance avec le clan Hwasan. Le chef du clan Tang est traditionnellement choisi parmi les fils du précédent chef de famille, les femmes du clan Tang n'ont pas le droit d'apprendre les arts martiaux, leur destin est d'être mariées pour tisser des alliances politiques. La famille Tang exerce également une autorité sur toutes les grandes familles du Shichuan, leur empêchant d'apprendre d'autres arts martiaux qu'une version simplifiée des la leurs.
Société d'import export Eunha (chapitre 21)
Il s'agit de la guilde marchande la plus puissante du Shanxi, ils sont d'abord basés à Xia avant de démenager a Huayin. Ils sont également décrits comme étant extrêmement riches et capables de fournir une quantité inimaginable de ressources.Leur richesse vient de l'échange de marchandises qu'ils font entre le Shanxi et les autres régions notamment le Qinghai, le Yunnan et les régions occidentales. Dans le passé, il était le mécène du clan Hwasan avant de s'allier avec le clan Jongnan avant de s'allier avec le clan Hwasan et de devenir leur principal mécène. Le chef de la société est Hwang Munyak. Le chef de la société est Hwang Munyak.
Clan Hwayeong (chapitre 72)
Branche cadette du Clan Hwasan basée à Nanyang. C'est le seul clan cadet a étre resté fidel est avoir essayer d'aider le clan Clan Hwasan financiairement. En retour, le Clan Hwasan viendra les aider à lutter contre le clan Wudang qui cherche à prendre le contrôle de Nanyang. Le clan Hwayeong est assez faible, le chef de clan est Wei Lishan, souffrant avant l'aide apportée par le clan Hwasan d'une déviation du ki.
Palais des bêtes de Nanman (chapitre 118)
C'est l'une des 5 grands palais. Elle contrôle la région du Yunnan. Il a bloqué les routes menant au Yunnan en représailles à l'absence d'aide des 10 grands clans durant le conflit avec le clan des démoniaques. Cependant, ils sont reconnaissants envers le clan Hwasan et Cheongmyeong pour être les seuls à les avoir aidés lors du conflit. Ils sont connus pour utiliser des arts martiaux brutaux et apprivoiser des bêtises spirituelles. L'actuelle seigneur du palais des bêtes de Nanman est Maeng Sok.
Clan Sorim ou clan shaolin (chapitre 2)
Le clan Sorim est actuellement le chef des Dix Grandes sectes, et est l'une des sectes les plus puissantes. Les membres sont des moines.Leur chef de secte est Abbot.

### Personnages principaux
Cheongmyeong  (chapitre 1)
C'est le principal protagoniste de l'œuvre. Avant sa réincarnation, c'était un membre de la 13ème génération des disciples du clan Hwasan. C'était l'artiste martial le plus fort de sa génération derrière Cheonma. On l'appelait également l'épée de fleur de prunier. Après avoir tué Cheonma lors de la bataille finale, il succombe à ses blessures.Après sa mort, il s'est retrouvé réincarné 100 ans plus tard comme un jeune membre du clan Gonryun. Après avoir découvert la situation du clan Hwasan, il quittera le clan Gonryun pour rejoindre le clan Hwasan. Son objectif principal est de rendre au clan hwasan sa grandeur d'avant la guerre.
Dès son retour, il va aider le clan hwasan à tous les niveaux, notamment financièrement et en améliorant la formation des jeunes disciples. Bien que ses capacités martiales aient diminué après sa réincarnation, il reste l'une des personnes les plus fortes de l'ouvre.Son caractère n'a pas changé après sa réincarnation, il reste un personnage qui peut se montrer plein de défauts, notamment son obsession pour l'alcool et la nourriture. Après le tournoi contre le clan Jongnam, il reçoit le titre de dragon divin et devient une célébrité dans tout le pays.
Jo Gul (chapitre 3)
Membre de la 3ème génération de l'actuel clan Hwasan, c'est le plus jeune fils d'une grande famille de commerçants renommés dans le Sichuan. Il a rejoint le clan Hwasan pour échapper à l'emprise de la famille Tang, toutefois au début de l'oeuvre il ne croit pas rester dans le clan Hwasan toute sa vie. Il est le premier de la 3ème génération du clan Hwasan à essayer d'intimider Cheongmyeong, avant de le suivre et de se lier d'amitié avec lui. Il forme avec Yunjong et Cheongmyeong l'élite de la troisième génération du mont Hwasan.
Yunjong (chapitre 4)
Chef des disciples de 3e classe du clan Hwasan, il est moins fort que Jo Gul et Yunjong mais il est plus responsable qu'eux. C'est le premier à reconnaître l'importance des enseignements de Cheongmyeong et à se lier d'amitié avec lui.
Yoo Iseol (chapitre 35)
Disciple de la 2ème génération, également connu sous le nom de Fleur de prune d'épée glaciaire. C'est la plus jeune disciple de la 3ème génération. Son père était un ancien membre du clan Hwasan ayant abandonné cette dernière pour chercher à restaurer la technique des fleurs de prunier perdue durant la guerre. Elle cherche également à restaurer cette technique, elle cherche la compagnie de Cheongmyeong car il maîtrise cette technique.Elle est considérée comme particulièrement belle malgré son comportement froid et distant avec tous les autres membres du clan Hwasan. Elle a une particularité qui l'empêche d'être repérée par les autres artistes martiaux, y compris Cheongmyeong.
Baek Cheon (chapitre 39)
Disciple de la deuxième génération du clan Hwasan, c'est le chef de la 2ème génération et le plus fort du clan Hwasan après Cheongmyeong et Yoo Iseol. Il est connu comme un génie dans le clan Hwasan, c'est le demi-frère de Jin Geumryong qu'il cherche en permanence à dépanner. Il est très porté sur les règles, il veut que le clan Hwasan retrouve sa grandeur, toutefois il est prétentieux et cherche à dominer les disciples de la 3ème génération. Il se battra plusieurs fois avec Cheongmyeong, perdant à chaque fois. Il reconnaîtra plus tard la force de Cheongmyeong et acceptera ses enseignements, toutefois il continuera à lui reprocher son comportement.
Cheongmun Sahyung   (chapitre 1)
C'était le chef du clan Hwasan durant la grande guerre, il gérait avec diligence le clan en gardant des copies des livres financiers. Il menait une vie d'accepte étant aussi bon en gestion du clan qu'en arts martiaux. Son dernier apprenti était Cheongmyeong à qui il a tout appris.Il a toujours conseillé Cheongmyeong d'arrêter sa vie de débauche et de devenir un vrai accepte, malgré cet échec. Lui et Cheongmyeong entretiendront toujours une relation forte de maître à élève même si Cheongmyeong est devenue plus forte que lui. Il mourut durant le combat contre Cheonma. Même après sa réincarnation, Cheongmyeong continuera à lui parler et à se rappeler ses enseignements.
Cheonma (chapitre 1)
Dirigeant du Culte démoniaque durant la guerre entre le culte démoniaque et l'alliance vertueuse. Cheonma était considéré comme l'artiste martial le le plus puissant de son époque.Cheonma est un maître des arts martiaux démoniaque. Il finit par se faire tuer après un l'on combat contre les membres du clan hwasan notamment Cheongmun Sahyung. Cheongmyeong finit par le tuer avant de mourir à son tour. Avant de mourir, Cheonma reconnaît les compétences martiales de Cheongmyeong, il dira aussi qu'il reviendra un jour Cheongmyeong finit par le tuer avant de mourir à son tour. Avant de mourir, Cheonma reconnaît les compétences martiales de Cheongmyeong, il dira aussi qu'il reviendra un jour.
Heo Do  (chapitre 86)
Il dirige le clan Wudang, il cherche avant tout à acquérir la force du clan Wudang.
Hong Daekwang (chapitre 87)
Chef de la branche de l'Union des mendiants de Luoyang. Après avoir aidé Cheongmyeongong, il ira ouvrir une branche de l'union des marchands à Huayin. Il n'est pas très bon en arts martiaux, compensant son manque de force par un talent en négociation et en collecte d'informations. De tempérament loyal, il devient ami avec Cheongmyeong.
Hwang Munyak  (chapitre 22)
Hwang Munyak est le président de la Société d'import export Eunha. Après avoir été soigné par Cheongmyeong d'un problème d'infection de ki démoniaque, il forme une alliance avec le clan Hwasan, devenant leur principal mécène et les aidant à gérer leur patrimoine immobilier.
Hyun Jong (chapitre 3)
Actuel chef du clan Hwasan. À l'origine, il n'était pas un grand ancien, mais quand l'ancien chef de clan abandonna le clan, Hyun Jong a assumé la position de chef de secte, parce qu'il était le premier parmi ceux qui restaient. Il n'est pas particulièrement fort en arts martiaux, ses caractéristiques sont la loyauté, l'honneur et la justice.
Hyun Sang (chapitre 14)
Membre des aînés du clan Hwasan actuel, c'est le chef du bureau des arts martiaux, c'est lui qui supervise les arts martiaux du clan Hwasant. Il se fera aidé de Cheongmyeong pour changer les arts martiaux étudiés au clan Hwasan.
Hyun Young   (chapitre 9)
Membre des aînés du clan Hwasan actuel, il occupe le poste de chef du bureau des finances. Il est impliqué dans toutes les questions de financement et d'économie. Il devient un des plus gros soutiens de Cheongmyeong, le voyant comme " une poule aux œufs d'or".
Jin Geumryong (chapitre 52)
Disciple de la deuxième classe du clan Jongnan, c'est le membre avec le plus de potentiel du clan Jongnan. Il est reconnu comme l'un des plus forts de la nouvelle génération à travers tout le pays. C'est le demi-frère de Baek Cheon, ils ont des relations conflictuelles, Jin Geumryong ayant toujours été considéré comme supérieur à son demi-frère. Autre que son comportement prétentieux, il cherche à prouver sa force à chaque occasion mais perd facilement son calme. Il perd l'lamentablement face à Cheongmyeong durant le tournoi entre le clan Hwasan et le clan Jongnan.
Lee Songbaek (chapitre 23)
Disciple de deuxième génération actuelle du clan Jongnan, autrefois salué comme l'un des plus talentueux et des plus solides de ses pairs. Sa réputation auprès du clan Jongnan chute quand il perd l'alliance avec la société d'import-export Eunha à la suite
D'une manipulation de Cheongmyeong. Il va affronter Cheongmyeong qui, bien que le battant facilement, reconnaîtra son potentiel et l'aidera à comprendre les problèmes liés aux arts martiaux du clan Jongnan (venant de la copie des arts martiaux du clan Hwasan). Après cet événement, il se mit à respecter Cheongmyeong, ce dernier le considère comme l'avenir du clan Jongnan. Il se porte volontaire pour être le 9ème adversaire de Cheongmyeong lors du tournoi opposant les deux clans. Il perdit le combat mais appris beaucoup de ce qui était son objectif.
Mu Jin (chapitre 80)
Un des membres de la 22ème génération du clan Wudang, il fait partie des 3 épées de Wudang ( les 3 membres les plus forts de la nouvelle génération).
Tang Zhan (chapitre 122)
Cinquième fils de Tang Gunak, il est l'héritier de la famille Tang. Il défiera Cheongmyeong lors du récit avant de perdre contre Jo Gul contre qui il perdit. Il est honnête dans sa défaite et reconnaît les compétences des membres du clan Hwasan.
Tang Soso (chapitre 123)
Seule fille de l'actuel chef de clan, Soso est une jeune fille particulièrement belle, elle maîtrise très bien les techniques de médecine de la famille Tang.Comme toutes les femmes de la famille Tang, elle n'a pas eu le droit d'apprendre les arts martiaux, ce qui la contrarie. Au début de l'oeuvre, elle compte trouver un mari assez puissant pour avoir une bonne situation et qui lui laisse le plus de liberté possible, logique qui la pousse à vouloir épouser Cheongmyeong.Plus tard, dans l'ouvre grâce à l'influence de Yoo Iseol du clan Hwasan, elle décide de changer de voie et de rejoindre le clan Hwasan. Son père est d'accord avec cette décision et lui demande d'enseigner les techniques médicales de la famille Tang aux clans Hwasan.
Tang Gunak  (chapitre 127)
Chef de la famille Tang actuellement, c'est le père de Tang Soso et de Tang Zhan. Il est constamment bloqué dans ses fonctions par le conseil des anciens du clan notamment Tang Wei. Il se bat avec Cheongmyeong mais malgré sa victoire, il reconnaît la supériorité de ce dernier. Après le combat, il signe avec Cheongmyeong une alliance entre la famille Tang et le clan Hwasan. Il cherchera à faire marier Tang Soso et Cheongmyeong afin de lier les deux familles. Il ne croit pas non plus que l'avenir de la famille Tang se trouve dans l'art du poison.
Tang Wei  (chapitre 139)
Ancien de la famille Tang, il fait partie du conseil des anciens qu'il dirige indirectement. Dans sa jeunesse, il était considéré comme le plus fort manieur de poison au monde. Il s'immisce souvent dans les décisions du chef de famille, notamment dans la signature de l'alliance avec le clan Hwasan. Il pense que l'avenir des arts martiaux de la famille Tang se trouve dans l'art des poissons et les techniques interdites. Il essaie de mettre son fils comme nouveau chef du clan à la place de l'actuel chef de clan. Il finit par être banni de la famille Tang à la suite de son combat contre Cheongmyeong où il utilisera une technique de poison interdite, malgré tout il perd le combat.
Tang Bo  (chapitre 131)
Avant la guerre du culte démoniaque, Tang Bo était considéré comme le meilleur maître de la famille Tang et un des meilleurs artistes martiaux de son époque. Il avait vu que les poissons étaient une impasse pour l'évolution du clan Tang, préférant se concentrer sur les techniques des armes cachées, il a notamment créé la technique de la 13ème dague. Avant sa mort, c'était un ami proche de Cheongmyeongong, leur compétence étant équivalente. Avant de mourir, il fit promettre à Cheongmyeongong de défendre la famille Tang en cas de problème. Il meurt peu de temps avant le combat final contre Cheonma.
Un Gum (chapitre 32)
C'est un membre du clan Hwasan de la première génération actuelle du clan, il est le chef du hall des fleurs blanches et est également chargé de la formation des membres de la 3ème génération du clan, dont fait partie Cheongmyeong après sa réincarnation.
Wei Lishan  (chapitre 74)
Chef du clan Hwayeong, ce n'est pas un grand maître d'arts martiaux mais il est décrit comme un homme sage et loyal au clan Hwasan. Il souffre d'une déviation du ki causée par un combat contre un clan concurrent affilié au clan Wudang, Cheongmyeong le soigne.
Yao Xian  (chapitre 83)
Sage légendaire surnommé le médecin immortel, c'était le plus grand alchimiste de tous les temps. Vivans il y a 200 ans, bien avant la guerre contre le culte démoniaque.Il est connu pour avoir créé la pilule de panacée primordiale permettant d'améliorer grandement la force des personnes qui la consomment. Secrètement, il avait également l'identité du Voleur d'épée fantôme,Un très grand maître d'arts martiaux qui vole les épées des personnes qu'il tue.

## Autre media

### Edition physique
Le retour du clan Hwasan est publié en France par les éditions Michel Lafondans leur collection en collaboration avec la plateforme Webtoon appeler Sikku x Webtoon. Les 2 premiers tomes sont parus le 01 février 2024, le tome 3 sortira le 07 mai 2024, le tome 4 est sortie le 29 aout 2024, le tome 5 est quant à lui sorti le 07 novembre 2024, enfin le tome 6 est parus le 15 mai 2025. Les tome 7 et 8 devrais paraitre le 28 aout 2025 et le 06 novembre 2025.
À ce jour, aucun chiffre de vente officiel n’a été communiqué concernant la version papier en France.
| tome | Date de parution              | page | ISBN          |
| ---- | ----------------------------- | ---- | ------------- |
| 1    | 01/02/2024                    | 232  | 9782749956480 |
| 2    | 01/02/2024                    | 248  | 9782749956497 |
| 3    | 07/05/2024                    | 248  | 9782749957111 |
| 4    | 29/08/2024                    | 320  | 9782749957128 |
| 5    | 04/07/2024                    | 328  | 9782749957135 |
| 6    | 15/05/2025                    | 336  | 9782749957142 |
| 7    | 28/08/2025 ( en précommande ) | 352  | 9782749957159 |
| 8    | 06/11/2025 (a paraitre)       | 272  | 9782749957166 |

### Récompense
Le 8 octobre 2022, le webtoon reçoit le prix présidentiel des œuvres créatives durant le Korean Content Awards ( une des 3 récompenses majeures en coréen pour les œuvres créatives).
L'œuvre est classée à la première place de l'enquête faite par Conjinwon en 2024, cette enquête est faite tous les ans auprès des utilisateurs des différentes plateformes de webtoon. Il remporte la première place avec 10,9% des votes,,.

### Jeux vidéo
Le 7 mars 2024 est sortie une mise à jour du jeu mobile Seven Knights Idle Adventure en collaboration avec le retour du clan Hwasan. Cette dernière ajoute 4 personnages jouables ainsi qu'un boss d'instance venant directement du webtoon Le Retour du Clan Hwasan. Les personnages jouables sont : Baekcheon, Iseol Yu, Yunjong et Jogeol. Le boss d'instance est Geumryong Jin
Le 06 mars 2025, Steven Knights Idle Adventure signe une nouvelle collaboration avec le retour du clan Hwasan pour la saison 2 du webtoon. 7 nouveaux personnages seront disponibles, ainsi que plusieurs cosmétiques et un événement exclusif aux webtoons,.

### Publicité
Le retour du clan Hwasan est utilisé dans plusieurs spots de pub affichés dans la station de métro Opéra de Paris le 02 juillet 2023. Ces pubs ont pour but de promouvoir l'application Webtoon en Europe.
Webtoon a annoncé que pour le 30eme anniversaire de la plateforme, elle fournira 15 webtoons originaux à la SNCF française. Les œuvres dont le retour du clan Hwasan seront disponibles dans tous les TGV de la compagnie gratuitement durant le voyage.
Le studio Lico a créé plusieurs vidéos de promotion animées pour annoncer les différents événements en rapport avec l'œuvre. Les vidéos sont disponibles sur leur chaîne YouTube, contentant un peu plus 1 million d'abonnés.
- 26 mai 2021, la vidéo dure 1 min 10 sec. Elle annonce l'arrivée du webtoon sur la plateforme Naver. Elle cumule actuellement 368 767 vues (05/07/2025)[34].
- 10 août 2022, fête la fin de la saison 1 du webtoon, la vidéo dure 3 min 39 sec, elle cumule actuellement 2,3 million de vues (05/07/2025). La production de la vidéo avait été confiée à Purple Duck. La musique a été réalisée par le rappeur sud-coréen Kunta[35].
- Le 8 juin 2023, une musique originale créée par Kim Yuna intitulée Plum Blossom (Webtoon 'Return of The Blossoming Blade'). La vidéo a été créée pour le webtoon et a été diffusée sur les chaînes YouTube du studio Lico (1.4 million de vues)[36]et la chaîne personnelle de Kim Yuna (2,9 million de vues)[37].
- Le 8 juin 2023, la chaîne YouTube Weebton publie une vidéo de promotion pour la 3ème partie de l'œuvre. La vidéo est entièrement animée avec la musique Plum Blossom (Webtoon 'Return of The Blossoming Blade') sortie le même jour et créée pour l'occasion. La vidéo cumule 3,9 millions de vues à l'heure actuelle (08/07/2025)[38].
- Le 21 juin 2023, la chaîne YouTube WEBTOON FRANCE sort une version traduite de la vidéo de Naver du 8 juin 2023. La vidéo compte à peu près 10 000 vues[39].

### Produit dérivé
En accord avec Samsung electronics, une édition personnalisée au design du retour du clan Hwasan a été créée pour leur nouveau modèle, le Galaxy Z Flip6 256GB. 1000 exemplaires ont été créé pour cette occasion, disponibles uniquement en pré-réservation.
Le 2 février 2024, la société de distributeur d'alcool Daedong Yeoju-do sort une nouvelle soju traditionnelle, le nom est « Volcano return Cheongmyeongju », soit le retour du clan Hwasan de Cheongmyeongju en français. Le packaging reprend des visuels du webtoon notamment le personnage de Cheongmyeongju. Le projet fut financé par un financement participatif qui a dépassé son objectif de plus de trois milliards de won en cinq jours,,. Une vidéo promotionnelle pour le financement participatif fut diffusée sur YouTube le 21 octobre 2024, publiée par le Studio Luco. La vidéo cumule actuellement 21 279 vues

### Audio drama
Un audio drama basé sur le webtoon est sortie le 30 novembre 2021. Cet audio est la collaboration entre la chaîne Youtube Hong Show et la plateforme Naver.
Doubleurs principal :
| Cheongmyeong | Kim Young-sun    |
| Jong Yoon    | Park Yo-han      |
| Yu Iseol     | Kim Yeon-Woo     |
| Baek Chun    | Son Su-ho        |
| Jo Gul       | Hwang Chang-yung |
| Tang Soso    | Yeo Min-jeong    |
| Hyeyeon      | Kim Hyeon-uk     |

### Télévision
Une série télévisée sud-coréenne a été annoncée.

## Référence
1. ↑  « STUDIO LICO : WORK », sur www.studiolico.com (consulté le 28 juin 2025)
2. ↑  « BnF Catalogue général », sur catalogue.bnf.fr (consulté le 28 juin 2025)
3. ↑  Marion Tolen, « Le retour du clan Hwasan - Webtoon Actu », sur Webtoon Actu!, 21 juillet 2023 (consulté le 26 juin 2025)
4. ↑  Biga, Le retour du clan Hwasan, Sikku-Michel Lafon, 2024 (lire en ligne)
5. ↑  OtakuplayerFR-jeux vidéo- Manga, « le webtoon Le Retour du clan Hwasan arrive en librairie le 1er février », sur Otakuplayer, 9 janvier 2024 (consulté le 28 juin 2025)
6. ↑  k-society, « Le retour du clan Hwasan arrive chez Sikku », sur k-society - Magazine, 16 janvier 2024 (consulté le 26 juin 2025)
7. ↑  Marion Tolen, « Le retour du clan Hwasan - Webtoon Actu », sur Webtoon Actu!, 21 juillet 2023 (consulté le 28 juin 2025)
8. 1 2  (en) Return of the Blossoming Blade, 23 mars 2021 (lire en ligne)
9. ↑  (ko) « 3년 연속 1위 '외모지상주의' 제친 무협웹툰 '화산귀환', 가장 즐겨보는 웹툰 1위 », sur 네이트 뉴스 (consulté le 4 juillet 2025)
10. 1 2  (ko-Hani) naver, « 화산귀환 », sur naver
11. 1 2  « Michel LAFON - Le retour du clan Hwasan - Tome 6, - Biga, Studio Lico », sur www.michel-lafon.fr (consulté le 26 juin 2025)
12. ↑  « Collection Sikku / Webtoon », sur manga-news.com (consulté le 26 juin 2025)
13. ↑  k-society, « Le retour du clan Hwasan arrive chez Sikku », sur k-society - Magazine, 16 janvier 2024 (consulté le 28 juin 2025)
14. ↑  « Le webtoon Le Retour du Clan Hwasan annoncé par Michel Lafon, 10 Janvier 2024 », sur manga-news.com (consulté le 28 juin 2025)
15. ↑  Biga, Le retour du clan Hwasan ,  1, Sikku-Michel Lafon, coll. « Le retour du clan Hwasan », 2024 (ISBN 978-2-7499-5648-0, lire en ligne)
16. ↑  Studio LICO, Le retour du clan Hwasan, Sikku-Michel Lafon, 2024 (ISBN 978-2-7499-5648-0)
17. ↑  Biga, Le retour du clan Hwasan ,  2, Sikku-Michel Lafon, coll. « Le retour du clan Hwasan », 2024 (ISBN 978-2-7499-5649-7, lire en ligne)
18. ↑  Studio LICO, Le retour du clan Hwasan, Sikku-Michel Lafon, 2024 (ISBN 978-2-7499-5649-7)
19. ↑  Biga, Le retour du clan Hwasan ,  3, Sikku-Michel Lafon, coll. « Le retour du clan Hwasan », 2024 (ISBN 978-2-7499-5711-1, lire en ligne)
20. ↑  Studio LICO, Le retour du clan Hwasan, Sikku-Michel Lafon, 2024 (ISBN 978-2-7499-5711-1)
21. ↑  Biga, Le retour du clan Hwasan ,  [4], Sikku-Michel Lafon, coll. « Le retour du clan Hwasan », 2024 (ISBN 978-2-7499-5712-8, lire en ligne)
22. ↑  Studio LICO, Le retour du clan Hwasan, Sikku-Michel Lafon, 2024 (ISBN 978-2-7499-5712-8)
23. ↑  Biga, Le retour du clan Hwasan ,  5, Michel Lafon, coll. « Le retour du clan Hwasan », 2024 (ISBN 978-2-7499-5713-5, lire en ligne)
24. ↑  Studio LICO, Le retour du clan Hwasan, Michel Lafon, 2024 (ISBN 978-2-7499-5713-5)
25. ↑  (en) « 2024 Korea Content Awards announces winners ahead of event », sur koreajoongangdaily.joins.com, 11 décembre 2024 (consulté le 2 juillet 2025)
26. ↑  (ko) « 한국인 가장 즐겨보는 웹툰 ‘화산귀환’ 1위 », sur 동아일보,‎ 16 décembre 2024 (consulté le 4 juillet 2025)
27. ↑  (ko-Hani) 입력, « 가장 즐겨보는 웹툰 1위에 ‘화산귀환’ », sur segye,‎ 15 décembre 2024 (consulté le 4 juillet 2025)
28. ↑  (ko-Hani) « "웹툰 '화산귀환'… '외모지상주의' 제치고 인기 1위 등극" »
29. ↑  (en) « Seven Knights Idle Adventure Teams Up with Webtoon Return of Blossoming Blade in Epic Collaboration Update », sur Anime News Network, 30 juin 2025 (consulté le 30 juin 2025)
30. ↑  (ko) « 세븐나이츠 키우기 '화산귀환' 2차 컬래버 업데이트 », sur 마니아타임즈,‎ 21 mars 2025 (consulté le 4 juillet 2025)
31. ↑  (ko-Hani) « 1conomynews.co.k »
32. ↑  (ko) « 네이버웹툰 '자회사의 힘'…플랫폼·IP사업 파죽지세 », sur 서울경제,‎ 2 juillet 2023 (consulté le 2 juillet 2025)
33. ↑  (ko) 조윤주, « 프랑스 TGV서 ‘입학용병·화산귀환’ 본다…네이버웹툰, 글로벌 공략 가속 », sur 파이낸셜뉴스,‎ 30 juin 2025 (consulté le 4 juillet 2025)
34. ↑   [vidéo] « [화산귀환 레전드 무협웹툰 애니메이션 맛보기! (Haw-San-Gwi-Hwan,華山歸還)] », STUDIO LICO,‎ 26 mai 2021, 1:11 min (consulté le 5 juillet 2025)
35. ↑   [vidéo] « [화산귀환 마지막 칼춤 (조광일 feat.쿤타) MV] », STUDIO LICO,‎ 10 août 2022, 3:39 min (consulté le 5 juillet 2025)
36. ↑   [vidéo] « [화산귀환 매화 (김윤아) Official Audio] », STUDIO LICO,‎ 8 juin 2023, 3:13 min (consulté le 5 juillet 2025)
37. ↑   [vidéo] « Plum Blossom (Webtoon 'Return of The Blossoming Blade', Pt. 3) », Kim Yuna - Topic, 8 juin 2023, 3:8 min (consulté le 5 juillet 2025)
38. ↑   [vidéo] « 화산귀환 OST '매화' 애니메이션 », 네이버웹툰,‎ 8 juin 2023, 1:54 min (consulté le 5 juillet 2025)
39. ↑   [vidéo] « "Le retour du clan Hwasan" revient pour une saison 2 ?! | Le retour du clan Hwasan », WEBTOON FRANCE, 21 juin 2023, 0:55 min (consulté le 5 juillet 2025)
40. 1 2  (ko) « ‘K-웹툰’에 빠진 지구인, 남녀노소 ‘무협’에 눈뜨다 », sur 한국금융신문,‎ 4 novembre 2024 (consulté le 4 juillet 2025)
41. 1 2   [vidéo] « [화산귀환 "청명주" 펀딩 리워드 미리보기] », STUDIO LICO,‎ 20 octobre 2024, 0:40 min (consulté le 4 juillet 2025)
42. ↑  (ko) « 대동여주도, ‘화산귀환 청명주’ 크라우디 펀딩 오픈 », sur 서울경제,‎ 16 octobre 2024 (consulté le 4 juillet 2025)
43. ↑  « Audio drama », sur Wiki Le retour du clan Hwasan (consulté le 2 juillet 2025)
44. ↑  (ko) « '만화책' 살린 네이버웹툰, 국산 애니메이션 시장도 살릴까 », sur 한국금융신문,‎ 24 juillet 2024 (consulté le 30 juin 2025)